# Aurora Consurgens (livro)
Aurora consurgens é um manuscrito iluminado do século XV no Zurich Zentralbibliothek (MS. Rhenoviensis 172). 

## Conteúdo
Ele contém um tratado de alquimia medieval, no passado, às vezes, atribuído a Tomás de Aquino, atualmente a um escritor chamado de "Pseudo-Aquino". Excepcionalmente para um trabalho deste tipo, o manuscrito contém trinta e oito belas miniaturas feitas em aquarela.
Outros manuscritos iluminados do Aurora Consurgens incluem:
- Glasgow University Library MS. Ferguson 6;
- Leiden, MS. Vossiani Chemici F. 29;
- Paris, Bibliothèque Nationale, MS. Parisinus Latinus 14006;
- Prague, Universitni Knihovna, MS. VI. Fd. 26;
- Prague, Chapitre Métropolitain, MS. 1663. O. LXXIX;
- Berlin, Staatsbibliothek Preussischer Kulturbesitz, MS. Germ. qu. 848.

### Galeria de imagens

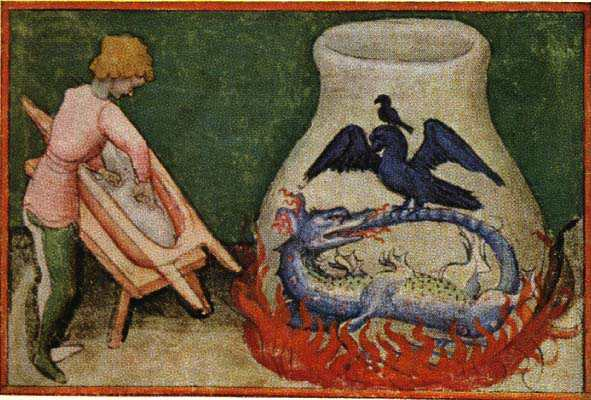
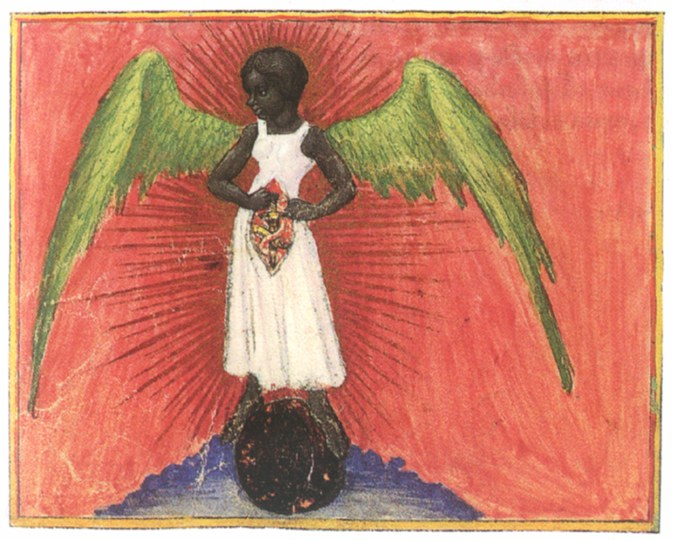
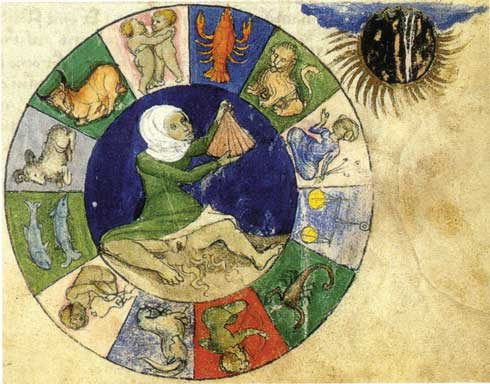
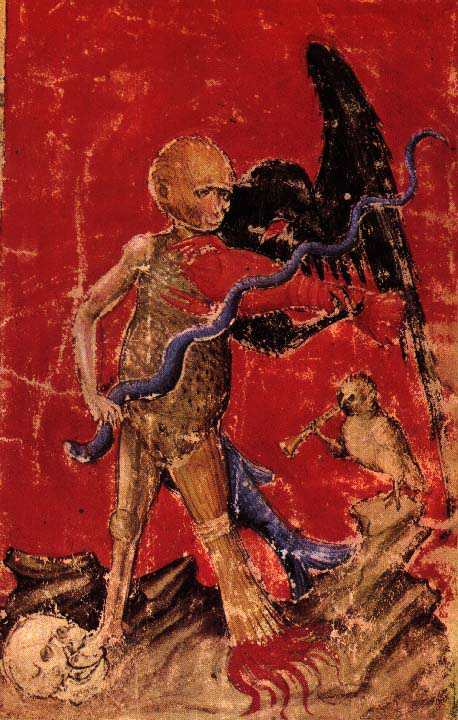
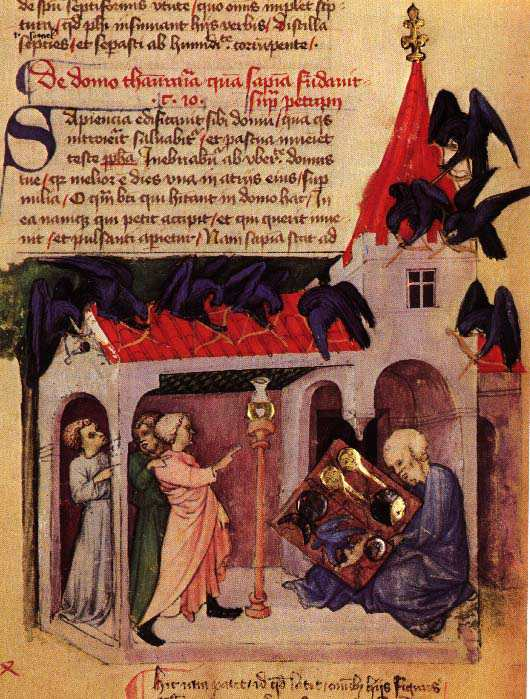
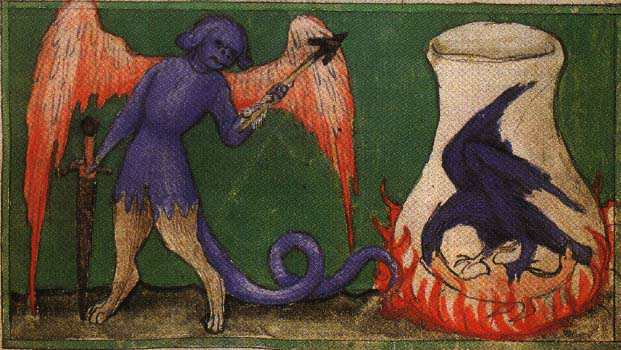
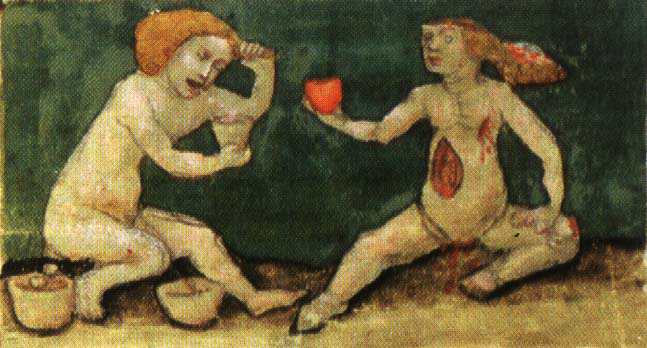
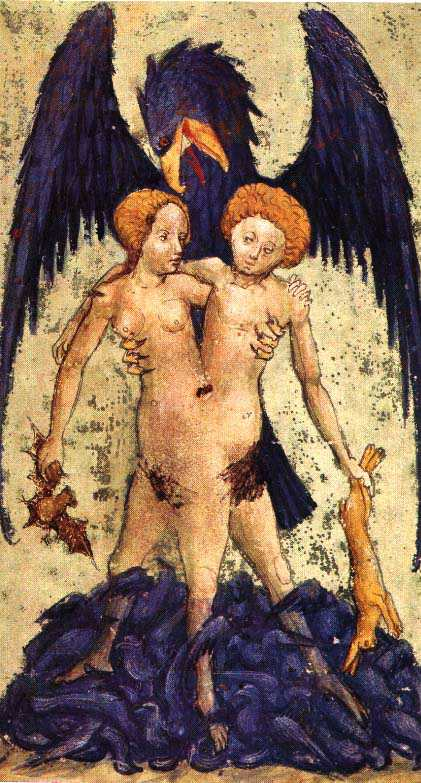
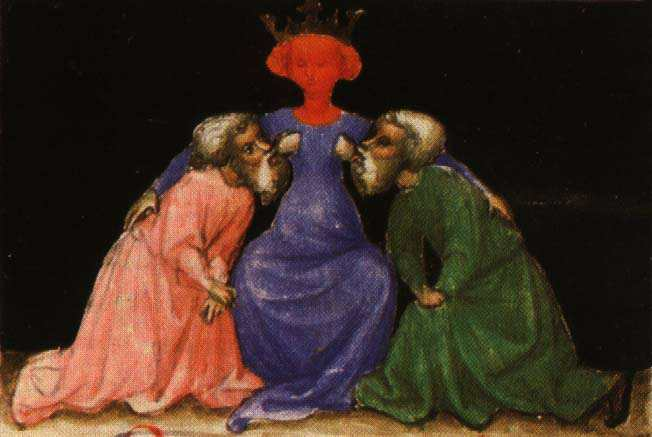
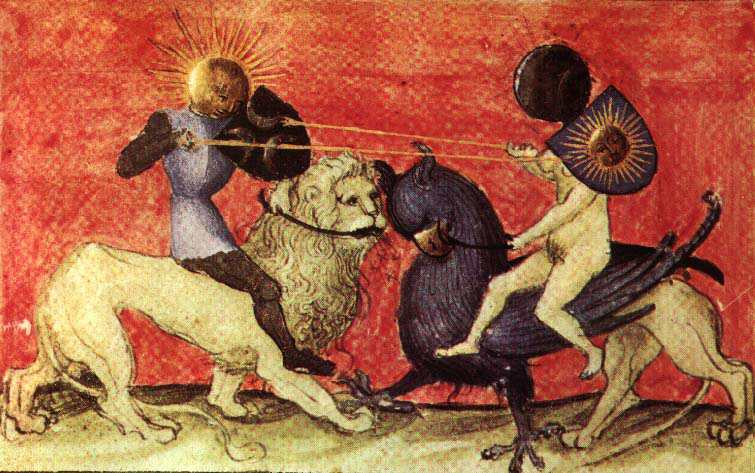